# ترانویسی زنده
ترانویسی زنده یک برنامه کاربردی تلفن هوشمند با کاربری تولید زیرنویس‌های بی‌درنگ برای صداهای اطراف دستگاه موبایل است که توسط گوگل برای سیستم‌عامل اندروید توسعه یافته‌است. توسعه برنامه با مشارکت دانشگاه گالودت آغاز شد. در ۴ فوریه ۲۰۱۹ یک نسخه بتای رایگان از آن برای اندروید ۵٫۰+ در فروشگاه گوگل پلی منتشر شد این برنامه تا اوایل سال ۲۰۲۳ بیش از ۵۰۰ میلیون بار دانلود شده‌است. برنامه را می‌توان با بارگذاری جانبی از یک فایل apk. نصب کرد که راه‌اندازی می‌شود، اما عملکرد واقعی ترانویسی غیرفعال است و نیاز به ایجاد یک حساب کاربری در گوگل دارد.

## توسعه
محققین گوگل، دیمیتری کانفسکی، ساگار ساولا و چت گنگی، این برنامه کاربردی را با همکاری محققان دانشگاه گالودت،یک دانشگاه آمریکایی که آموزش ناشنوایان و کم‌شنوایان را انجام می‌دهد توسعه دادند. این برنامه از یادگیری ماشینی برای تولید زیرنویس استفاده می‌کند، مشابه زیرنویس‌های تولید شده خودکار یوتیوب.

## امکانات
این برنامه از تشخیص خودکار گفتار برای ایجاد زیرنویس‌های زنده به بیش از ۸۰ زبان با دقت متفاوت استفاده می‌کند. این برنامه برای عملکرد به اتصال به اینترنت نیاز دارد، و برای دانلود در فروشگاه گوگل پلی در دسترس است.
با یکی از به‌روزرسانی‌ها، برنامه اطلاعاتی را در مورد صداهایی مانند کف‌زدن، خنده، موسیقی و سوت زدن نمایش داد.
در آگوست ۲۰۱۹، گوگل کد ترانویسی زنده را متن‌باز کرد.
در ماه مه ۲۰۲۰، این برنامه از ۷۰ زبان پشتیبانی کرد.
در مارس ۲۰۲۲، برنامه با پشتیبانی برای ترانویسی برون‌خط (آفلاین)، تا زمانی که بسته زبانی مرتبط نصب شده باشد، به‌روز شد. حالت آفلاین فقط برای دستگاه‌هایی با ۶ گیگابایت رم و دستگاه‌های Google Pixel مشخصی در دسترس است.